# Lei Feng
Lei Feng (kitajsko 雷锋; pinjin: Lei Feng), vojak  v Ljudski osvobodilni armadi, vojski Ljudske republike Kitajske, * 18. december 1940, † 15. avgust 1962. Po njegovi smrti so ga častili kot požrtvovalno in skromno osebnost in je bil vzor mnogim.
Po Leijevi smrti leta 1962 je takratni kitajski predsednik Mao Cetung začel kampanjo za študij Lei Fenga, zasnovano, da bi uporabili Leija kot dober zgled kitajskemu narodu za pomoč drugim in postavljanje prioritet družbe pred svojimi, kadar čas tako zahteva.